# Голуб Геннадій Анатолійович
Голуб Геннадій Анатолійович — доктор технічних наук, професор, академік академії інженерних наук України.

## Біографія
Народився 3 червня 1959 року в селі Коломійці Покровського району Дніпропетровської області. Після закінчення Коломійцівської восьмирічної школи у 1974 році вступив до Нікопольського технікуму гідромеліорації і механізації сільського господарства, що знаходився в м. Нікополь Дніпропетровської області. Закінчивши з відзнакою Нікопольський технікум гідромеліорації і механізації сільського господарства отримав кваліфікацію техніка-електромеханіка за спеціальністю механізація та електрифікація тваринництва. У 1978 році вступив до Української сільськогосподарської академії, яку закінчив з відзнакою у 1983 році, отримавши кваліфікацію інженера-електромеханіка за спеціальністю автоматизація сільськогосподарського виробництва. Після закінчення академії працював інженером-електриком колгоспу ім. Ф. Дзержинського Покровського району Дніпропетровської області.
У 1984 році вступив до аспірантури Українського НДІ механізації та електрифікації сільського, що знаходився в смт. Глеваха Васильківського району Київської області. Після закінчення аспірантури у 1987 році працював на посадах молодшого, наукового (з 1989 року) та старшого (з 1995 року) наукового співробітника Українського НДІ механізації та електрифікації сільського господарства.
У 1990 році захистив кандидатську дисертацію на тему «Інтенсифікація обробки та утилізації активного мулу стічних вод свинокомплексів методом електроосмосу». Із 2001 по 2004 роки перебував у докторантурі при Національному науковому центрі «Інститут механізації та електрифікації сільського господарства» Української академії аграрних наук. Після закінчення докторантури працював провідним науковим співробітником лабораторії механізації застосування органічних добрив.
У 2005 році захистив докторську дисертацію на тему «Механіко-технологічне обґрунтування технічних засобів для агропромислового виробництва їстівних грибів». Починаючи з 2005 року працював на посаді завідувача лабораторії інженерних проблем біотехнологічних процесів Національного наукового центру «Інститут механізації та електрифікації сільського господарства» Української академії аграрних наук, а з 2008 року по 2011 — на посаді завідувача відділу інженерних проблем виробництва і використання біопалив Національного наукового центру «Інститут механізації та електрифікації сільського господарства» Української академії аграрних наук.
Починаючи із 2011 по 2015 рік працював директором НДІ техніки і технологій Національного університету біоресурсів і природокористування України, а із 2015 року — завідувачем кафедри механізації тваринництва.
У 2016 році був призначений на посаду завідувача кафедри тракторів, автомобілів та біоенергосистем Національного університету біоресурсів і природокористування України. Із 2020 працює на посаді професора кафедри тракторів, автомобілів та біоенергоресурсів, а із 2023 року на посаді професора кафедри технічного сервісу та інженерного менеджменту ім. М.П. Момотенка.

## Нагороди
Премія Української академії аграрних наук «За видатні досягнення в аграрній науці» (2006).
Подяка Міністерства освіти і науки України (2018), Грамота Міністерства освіти і науки України (2021), Почесна Грамота Міністерства освіти і науки України (2022) за багаторічну сумлінну працю, вагомий особистий внесок у підготовку висококваліфікований спеціалістів та плідну науково-педагогічну діяльність.
22  серпня  2020  року, за  поданням  Житомирського  національного агроекологічного  університету, за  вагомий  особистий  внесок  у забезпечення розвитку освіти і науки, багаторічну сумлінну працю та високий професіоналізм Геннадія  Анатолійовича нагороджено Почесною  грамотою  Кабінету  Міністрів України.
Нагрудний знак Міністерства освіти і науки України «Відмінник освіти» (2024).
Почесна відзнака Національної академії аграрних наук України (2024).